# 丸子大歳
丸子 大歳（まるこ の おおとし、生没年不詳）は、奈良時代の防人。姓は連。

## 概要
安房国朝夷郡（現在の千葉県南房総市・鴨川市の一部）の人。天平勝宝7歳（755年）2月に防人として筑紫国に派遣される。筑紫へ向かう途中に故郷に残した妻を想う歌を『万葉集』に残す。
家風は日に日に吹けど我妹子が家言持ちて来る人も無し（意味：私の家に風は毎日吹きますが、誰も妻の手紙を持ってきてはくれません）